# کوخم-پیتروکی
کوخم-پیتروکی (به لهستانی:  Kuchmy-Pietruki) یک روستا در لهستان است که در گمینا میخاوووو واقع شده‌است.